# Amparo Carvajal
Amparo Carvajal (Riaño, España; 28 de enero de 1939) es una religiosa y activista boliviana por los derechos humanos.

## Biografía
Amparo Carvajal nació el 28 de enero de 1939 en Riaño, provincia de León, España, en una larga familia de 13 hermanos. Estudió en la institución religiosa Mercedarias Misioneras de Bérriz.
Carvajal llegó a Bolivia el 1 de noviembre de 1971 como miembro de la orden Mercedarias Misioneras de Bérriz, una organización dedicada a visitar a presos y detenidos. Su lucha por los derechos humanos comenzó durante la dictadura de Hugo Banzer en Bolivia, y en 1974 cofundó la Asamblea Permanente de Derechos Humanos de Bolivia (APDHB). La APDHB surgió como respuesta a la disolución de la Comisión Episcopal de Justicia y Paz, que dependía de la Iglesia católica. Esta comisión fue desmantelada por la dictadura del general Hugo Banzer, quien se enfureció tras la publicación de "La masacre del Valle", un informe sobre los eventos violentos ocurridos en enero de ese mismo año.
En marzo de 1980, debido a las presiones ejercidas por la dictadura, su orden religiosa abandonó Bolivia. Sin embargo, Amparo Carvajal decidió permanecer en el país para continuar con su labor en defensa de los derechos humanos.
El 3 de julio de 2016, durante un congreso de la Asamblea Permanente de Derechos Humanos de Bolivia (APDHB), Amparo Carvajal fue elegida presidenta de la institución. En 2021, el Comité Nacional de Defensa de la Democracia (Conade) postuló a Carvajal al Premio Nobel de la Paz. Ese mismo año, Carvajal fue reconocida con el Premio Personaje del Año 2021, galardón concedido por el periódico Página Siete.
Carvajal ha enfrentado múltiples desafíos, incluyendo la ocupación de la sede de la APDHB en La Paz el 2 de junio de 2023 por personas vinculadas al partido de gobierno, lo que la llevó a protestar durmiendo en la calle frente a las oficinas para continuar su trabajo. Finalizó su vigilia luego de 52 días y abandonó el edificio de la APDHB, acompañada por el cónsul español para ser trasladada a una clínica.

## Condecoraciones
En marzo de 2024, Carvajal recibió un reconocimiento de la embajada de Estados Unidos, con motivo del mes de la historia de la mujer. En diciembre del mismo año recibió el premio Defensores de los Derechos Humanos 2024, otorgado por el Gobierno de Estados Unidos, en una ceremonia llevada a cabo en Washington D. C..